# Liga Argentina de Football
La Liga Argentina de Football fue una asociación de clubes de fútbol de la Argentina, disidente de la oficial y no reconocida entonces por la FIFA, que organizó los torneos profesionales entre 1931 y 1934.  Estos campeonatos fueron reconocidos, luego de la fusión, por la Asociación del Fútbol Argentino y, a los ganadores de los torneos de Primera División, se les entregó de manera simbólica y retroactiva la Copa Campeonato. Es una de las antecesoras legales de la AFA y sus concursos son oficiales para el ente rector.

## Historia
A principios de la década de 1930 los futbolistas argentinos declararon una huelga con el fin de reclamar la libertad de contratación, ya que había un pacto entre los equipos para no fichar un jugador sin consentimiento de la entidad de origen. Con el fin de analizar la situación, los clubes afiliados a la Asociación Amateur Argentina de Football, la entidad oficial existente entonces, se reunieron para examinar una propuesta de creación de una liga de fútbol profesional.
El representante de Racing Club propuso crear una rama dentro de la institución con los equipos más importantes de las ciudades de Buenos Aires y La Plata, además del conurbano bonaerense. Otros, sin embargo, no aceptaron esa propuesta, ya que pretendían una solución integral. Las diferencias entre ellos llevaron a una fractura de la asociación. El 19 de mayo de 1931 los clubes de mayor convocatoria: Argentinos Juniors, Atlanta, Boca Juniors, Chacarita Juniors, Estudiantes de La Plata, Ferro Carril Oeste, Gimnasia y Esgrima La Plata, Huracán, Independiente, Lanús, Platense, Quilmes, Racing Club, River Plate, San Lorenzo, Talleres de Escalada, Tigre y Vélez Sarsfield formaron la Liga Argentina de Football, declaradamente profesional, la primera del fútbol argentino.  
La entidad madre tomó el nombre de Asociación Argentina de Football (Amateurs y Profesionales) y siguió organizando sus torneos entre 1931 y 1934, hasta que el 3 de noviembre de ese último año se fusionaron y dieron origen a la Asociación del Football Argentino (entidad que oficializó retroactivamente los certámenes de la Liga Argentina de Football), la que tras castellanizar su nombre en 1946 constituye la actual Asociación del Fútbol Argentino.

## Palmarés

### Primera División
| Temp. | Campeón           | Subcampeón         | Tercero          |
| ----- | ----------------- | ------------------ | ---------------- |
| 1931  | Boca Juniors (50) | San Lorenzo (45)   | Estudiantes (44) |
| 1932  | River Plate (50)  | Independiente (50) | Racing Club (49) |
| 1933  | San Lorenzo (50)  | Boca Juniors (49)  | Racing Club (48) |
| 1934  | Boca Juniors (55) | Independiente (54) | San Lorenzo (51) |

### Segunda división
La Liga Argentina organizó, en 1934, su primer y único campeonato de segunda división, disputado entre las reservas de los equipos de Primera, y Quilmes y Tigre, que fueron relegados a la misma por cuestiones extradeportivas.
| Temp. | Campeón             | Subcampeón          | Tercero              |
| ----- | ------------------- | ------------------- | -------------------- |
| 1934  | River Plate II (44) | San Lorenzo II (40) | Boca Juniors II (38) |